# Chiesa di Santa Maria delle Vittorie (Foligno)
La chiesa di Santa Maria delle Vittorie, o chiesa di Maria Santissima di Costantinopoli, è una chiesa sussidiaria di Fiamenga, frazione di Foligno, in provincia di Perugia. Fa parte della zona pastorale della città di Foligno e risale all'XI secolo.

## Storia
La storia del primitivo luogo di culto a Fiamenga iniziò nell'XI secolo quando ancora la sua dedicazione era per Santa Maria de Filecto (Filecto è l'antico nome di Fiamenga). Era assogettata all'autorità diretta del vescovo di Foligno ed aveva caratteristiche diverse dall'edificio che ci è pervenuto; il suo orientamento aveva verso opposto e le sue dimensioni erano molto ridotte.
Pur non essendo nota la data di costruzione la sua prima citazione si trova in un documento del vescovo Bonfiglio di Foligno del 1078, una bolla nella quale è presente un elenco di chiese antiche a Filecto, e sembra inoltre verosimile che la chiesa possa essere stata la parrocchiale di Fiamenga, prima che tale dignità fosse attribuita alla chiesa di San Giovanni Evangelista.
A partire dalla metà circa del XVII secolo le visite pastorali cominciarono a nominarla, negli atti, come chiesa di Maria Santissima delle Vittorie o chiesa di Maria Santissima di Costantinopoli, e questo per la presenza di un dipinto a tempera sull'altar maggiore raffigurante la Madonna secondo il gusto dell'epoca e presente in immagini simili definite Madonne bizantine o di San Luca.
Verso la fine del XVIII secolo l'edificio fu oggetto di un importante restauro e in tale occasione venne rifatto l'altare. Un nuovo intervento fu necessario nel 1839 per riparare i danni subiti col sisma di alcuni anni prima. In quel momento la torre campanaria venne ricostruita e dotata di una nuova campana.
Durante gli anni venti del XX secolo importanti lavori riguardarono il rifacimento delle coperture del tetto, che era crollato, e la costruzione di una nuova torre campanaria in foggia di campanile a vela posto sulla facciata, che sostituì la costruzione precedente e pericolante.
Ancora nel XXI secolo si rese necessario un nuovo restauro per rinforzare strutturalmente l'edificio dopo il terremoto del 1997. In quel momento vennero adeguati anche gli impianti e si rifece la copertura del tetto.

## Descrizione
La struttura è semplice, costruita in pietra d'Assisi. Si accede al piccolo sagrato esterno con una scala di pochi gradini.
L'interno è a navata unica ed ospita un solo altare. Vi sono conservati vari affreschi quattrocenteschi di scuola umbra: un San Pietro Martire, una Incoronazione della Vergine, una Madonna del Latte, un San Bernardino da Siena, un'altra Vergine ed il Bambino, un San Giacomo e Sant'Amico ed una Madonna con il Bambino e Santa Caterina.  L'autore delle opere potrebbe essere un artista umbro noto come maestro di Rasiglia. Il San Cristoforo con il Bambino sulle spalle è stato invece attribuito ad Ugolino di Gisberto, collaboratore dell'Alunno.